# Eberhard Spenke
Eberhard Spenke (* 5. Dezember 1905 in Bautzen; † 24. November 1992 in Erlangen) war ein deutscher Physiker.

## Leben
Eberhard Spenke studierte an den Universitäten Bonn, Göttingen und Königsberg Physik, die Promotion erfolgte im Jahr 1928. Eberhard Spenke war im Anschluss an seine Studienzeit von 1929 bis 1946 als wissenschaftlicher Mitarbeiter im Berliner Zentrallaboratorium der Siemens & Halske AG tätig. Zusammen mit Walter Schottky (1886–1976) untersuchte er dort die Eigenschaften und Leitungsvorgänge von Halbleitermaterialien. In den 1930er und 1940er Jahren war Spenke auch an der Entwicklung von Heißleitern beteiligt (siehe seine Patente u. a. mit W. Schottky). 1944 wurde Spenke der Arbeitsgruppe Akustik unter Friedrich Spandöck zugeordnet.
Nach Kriegsende baute Eberhard Spenke im fränkischen Pretzfeld das Halbleiterforschungslaboratorium der Siemens & Halske AG auf. Im Jahr 1954 gelang ihm dort erstmals die Gewinnung von Reinstsilizium als Ausgangsmaterial für die Produktion elektronischer Bauelemente. Im Oktober 1956 stellte Siemens auf einer Konferenz in Garmisch-Partenkirchen die ersten Silizium-Leistungsgleichrichter mit bislang unerreichten 1000 Volt Sperrspannung und einer maximalen Stromstärke von 200 Ampere vor, die auf einem von Spenke und Mitarbeitern entwickelten Verfahren basierten. Aus seiner Arbeitsgruppe gibt es eine Reihe von Patenten zur Herstellung hochreiner Halbleitermaterialien u. a. auch von Spenke selbst zusammen mit Heinrich Welker. Eberhard Spenke führte sein Verfahren zur Reinigung und Kristallzüchtung von Silizium bis zur industriellen Reife weiter (siehe auch Zonenziehverfahren) und gilt so als „Vater der Siliziumhalbleiter“.

## Auszeichnungen
- 1958: VDE-Ehrenring[7]
- 1972 Wilhelm Exner-Medaille